# Burning Witches
Burning Witches è una band heavy metal svizzera fondata a Brugg nel 2015.

## Storia
Romana Kalkuhl, chitarrista degli Atlas & Axis, era alla ricerca di una formazione per una band metal tutta al femminile da alcuni anni. Negli anni conobbe diversi musicisti e ha finalmente trovato la prima formazione con Seraina Telli (voce), Jeanine Grob (basso), Alea Wyss (chitarra) e Lala Frischknecht (batteria). L'anno dopo, il gruppo registrò un singolo omonimo, definito "Demo del mese" da Rock Hard e Metal Hammer.
Nel 2017 il gruppo pubblicò il loro album di debutto omonimo, prodotto da V.O. Pulver (Poltergeist, Gurd) e Marcel "Lubricant" Schirmer (Destruction), che fu distribuito tramite la piattaforma di Crowdfunding Pledge Music. L'album raggiunse il numero 73 nelle classifiche svizzere, ed include una cover di Jawbreaker dei Judas Priest. L'anno seguente, il gruppo cominciò a scrivere materiale per un secondo album: il 14 febbraio la Nuclear Blast annunciò anche di averle incluse nel proprio roster. Nel frattempo, Alea Wyss fu sostituita da Sonia Nusselder in occasione di un tour con i Grave Digger. Il 12 settembre 2018 fu pubblicato il trailer del secondo album, a cui seguirono tre singoli digitali. Hexenhammer fu pubblicato il 9 novembre 2018: esso include una cover di Holy Diver dei Dio. Nonostante non sia un concept album in senso stretto, il libro omonimo ebbe un ruolo fondamentale nella scrittura di alcune canzoni. L'album raggiunse il numero 43 delle classifiche tedesche e il numero 21 in Svizzera. Nel giugno 2019 la cantante Seraina Telli lasciò la band per dedicarsi alla sua band Dead Venus: fu rimpiazzata da Laura Guldemond degli Shadowrise. Nell'estate di quell'anno, la band suonò a vari festival, tra cui Wacken Open Air, Summer Breeze e Rockharz Open Air.
Il 6 marzo 2020, il gruppo pubblicò un terzo album, Dance with the Devil: esso contiene una cover di Battle Hymn dei Manowar, con Ross the Boss e Michael Lepond come ospiti. L'album raggiunse la posizione numero 22 nelle classifiche tedesche e la 14 in quelle svizzere. Pochi mesi dopo, Sonia Nusselder lasciò il gruppo, fondandone un altro, le Crypta, con due ex-membri delle Nervosa. Fu sostituita da Larissa Ernst.

## Stile
La band è principalmente ispirata dall'heavy metal degli anni 80, in particolare da Iron Maiden e Judas Priest.

## Discografia
Album in studio
- 2017 - Burning Witches
- 2018 - Hexenhammer
- 2020 - Dance with the Devil

Live
- 2018 - Burning Alive

EP
- 2019 - Wings of Steel

Singoli
- 2016 - Burning Witches
- 2018 - Hexenhammer
- 2018 - Executed
- 2018 - Open Your Mind
- 2019 - Wings of Steel
- 2020 - Sea of Lies
- 2020 - Dance with the Devil